# Dicranomyia moesta
Dicranomyia moesta är en tvåvingeart som beskrevs av Alexander 1923. Dicranomyia moesta ingår i släktet Dicranomyia och familjen småharkrankar. Inga underarter finns listade i Catalogue of Life.